# Frank Aiken
Frank Aiken (irisch: Proinsias Mac Aodhagáin; * 13. Februar 1898 in Camlough, County Armagh; † 18. Mai 1983 in Dublin) war ein irischer Politiker der Fianna Fáil, stellvertretender Premierminister (Tánaiste) sowie langjähriger Außenminister.

## Leben
Aiken trat im Alter von 16 Jahren den Irish Volunteers und wenig später der Partei Sinn Féin bei. Während des Irischen Unabhängigkeitskrieges war er Kommandant der Fourth Northern Division der Irish Republican Army (IRA). Im Streit um den Anglo-Irischen Vertrag schloss sich Aiken der vertragsablehnenden Seite an. Im März 1923 wurde er während des Irischen Bürgerkrieges als Nachfolger von Liam Lynch Stabschef der IRA. In dieser Funktion gab er im Mai 1923 der IRA den Befehl, die Kampfhandlungen einzustellen und die Waffen zu deponieren.
Ebenfalls 1923 wurde Aiken für Sinn Féin im Wahlkreis Louth in das irische Unterhaus, den Dáil Éireann, gewählt. Als Republikaner nahm er den Sitz nicht ein. Von 1927 bis 1973 vertrat er den gleichen Wahlkreis als Mitglied von Fianna Fáil.
Zunächst war er von März 1932 bis September 1939 Verteidigungsminister sowie für kurze Zeit von Juni bis November 1936 Minister für Ländereien und Fischerei. Später wurde er im September 1939 von Premierminister Eamon de Valera zum Minister für die Koordinierung der Verteidigungsangelegenheiten ins Kabinett berufen und behielt dieses Amt bis zum Ende des Zweiten Weltkrieges im Juni 1945. Im Anschluss daran war er bis zur Wahlniederlage der Fianna Fáil im Februar 1948 Finanzminister.
Nach dem erneuten Wahlsieg seiner Partei berief ihn de Valera von Juni 1951 bis Juni 1954 erstmals zum Außenminister. Das Amt des Außenministers übernahm Aiken auch wieder den von der Fianna Fáil gestellten Regierungen unter de Valera, Seán Lemass und Jack Lynch von März 1957 bis Juli 1969. 1957 war er außerdem zwei Mal für kurze Zeit Landwirtschaftsminister. Am 21. April 1965 berief ihn Premierminister Lemass außerdem zum stellvertretenden Premierminister (Tánaiste).
Am 2. Juli 1969 schied er aus dem Kabinett aus und wurde als Tánaiste von Erskine Hamilton Childers und als Außenminister von Patrick Hillery abgelöst.